# Sire Records
Sire Records — звукозаписна компанія, утворена (спочатку як Sire Productions) в 1966 році Сеймуром Стайном і Річардом Готтерером. Продукція Sire спочатку поширювалася по каналах London Records. Своє головне завдання Стайн та Готтерер бачили в тому, щоб знайомити американський ринок з маловідомими, некомерційними британськими виконавцями. Саме тут вийшли перші платівки Climax Blues Band, Barclay James Harvest і The Deviants.
Роки співпраці з Polydor (1970—1971) ознаменувалися появою нині знаменитого лого. В 1972 році Sire домоглися першого комерційного успіху — з хітом «Hocus Pocus» голландського прог-гурту Focus — і придбали солідну репутацію завдяки серіям історичних збірників (тритомна антологія «History of British Rock», The Turtles, Дуейна Едді, Small Faces та ін.). Наступним великим успіхом Sire став мега-хіт «Couldn't Get It Right» (1977) Climax Blues Band.
Наприкінці 70-х років Sire перетворилися на гігантський інді-лейбл: до цього періоду належать релізи Ramones, Dead Boys, Talking Heads. Після переходу під «крило» Warner Bros. Records лейбл став більш мейнстрімним у своїй політиці: тут виходили альбоми Мадонни, Ice-T, Depeche Mode, The Cure.

## Вибрані музиканти, які працювали з Sire Records
- Кевін Оєрс
- Aphex Twin
- Barclay James Harvest
- Boney M. (США)
- Джон Кейл
- The Cure
- Крейг Девід
- Depeche Mode (Північна Америка)
- Echo & the Bunnymen (США/Канада)
- Erasure (Північна Америка)
- Fleetwood Mac (США/Канада)
- Мартін Гор (Північна Америка)
- Офра Хаза
- HIM
- The Hives (США)
- Ice-T
- Джеррі Лі Льюїс
- Мадонна
- Менді Мур
- Джонні Марр (США)
- Matchbox
- Men Without Hats
- Ministry
- Морріссі (США)
- My Bloody Valentine
- My Chemical Romance
- Pet Shop Boys (США)
- Ramones
- Recoil
- Лу Рід
- Renaissance (США/Канада/Німеччина)
- Seal (США)
- The Searchers
- Sham 69
- Silversun Pickups (поза США)
- The Smiths (США)
- The Pretenders (США)
- Регіна Спектор
- The Subways
- Talking Heads
- Серж Танкян
- The Undertones
- The Velvet Underground
- The Von Bondies
- Wilco
- Браян Вілсон